# Illinois Freedom Bell

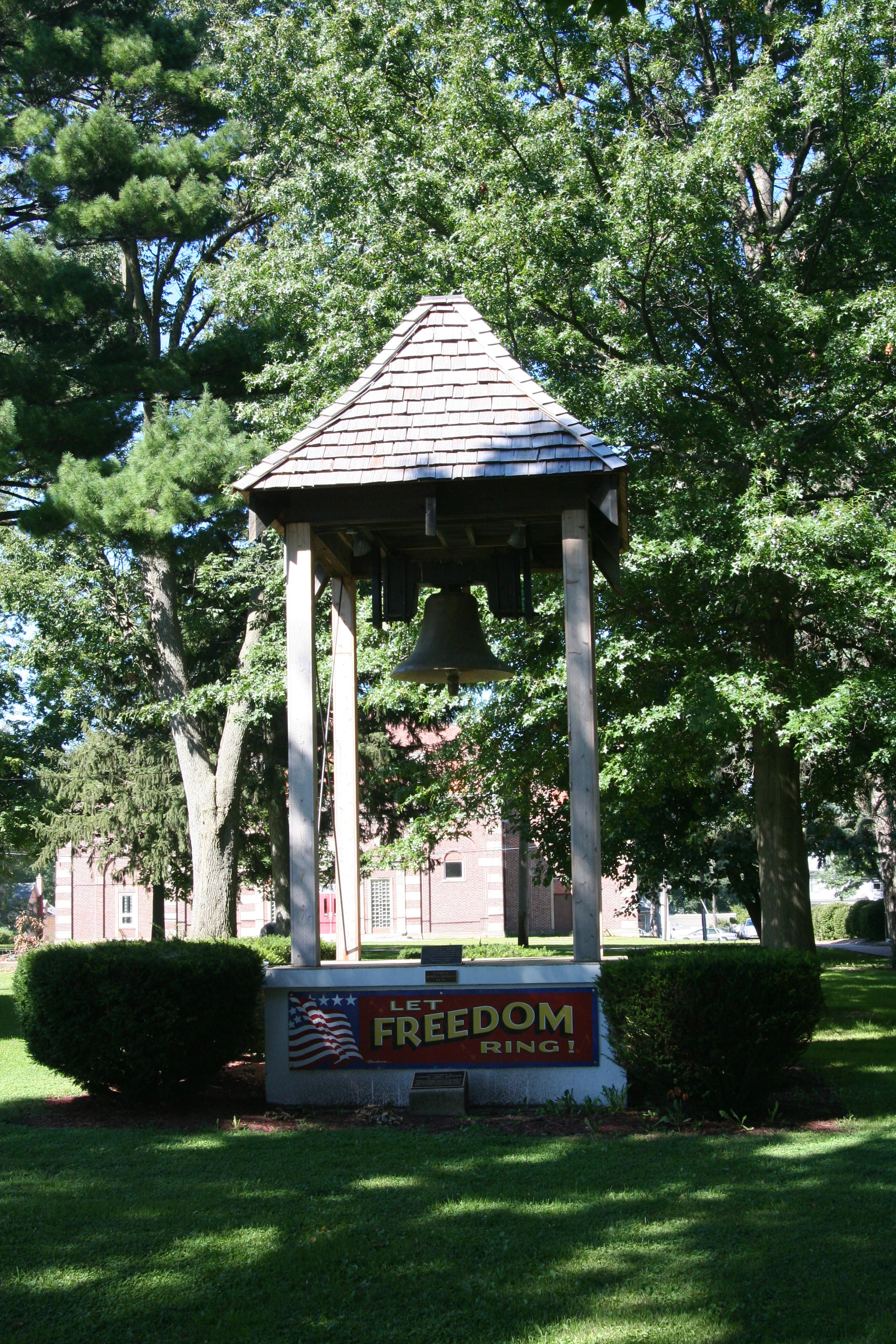
La cloche de la Liberté de l'Illinois.

La Cloche de la Liberté de l'Illinois (Illinois Freedom Bell) est située à Mount Morris dans l’État de l’Illinois aux États-Unis. La cloche fut créée en 1862 pour une église de la localité de Lake Geneva dans le Wisconsin comme une réplique de la Liberty Bell. En 1910, à la suite d'un incendie de l'église, la cloche fut déplacée. En la déplaçant au-dessus du lac gelé de Geneva, la glace se rompit et la cloche coula au fond du lac. La cloche fut renflouée en 1960 et fut acquise par le village Mount Morris en 1966. La cloche est utilisée chaque année lors des festivités du 4 juillet durant un festival. Elle est aujourd’hui disposée au milieu de la place du village. La cloche est désignée en tant que cloche officielle de la liberté de l’Illinois depuis 1971.

## Histoire

### Origine

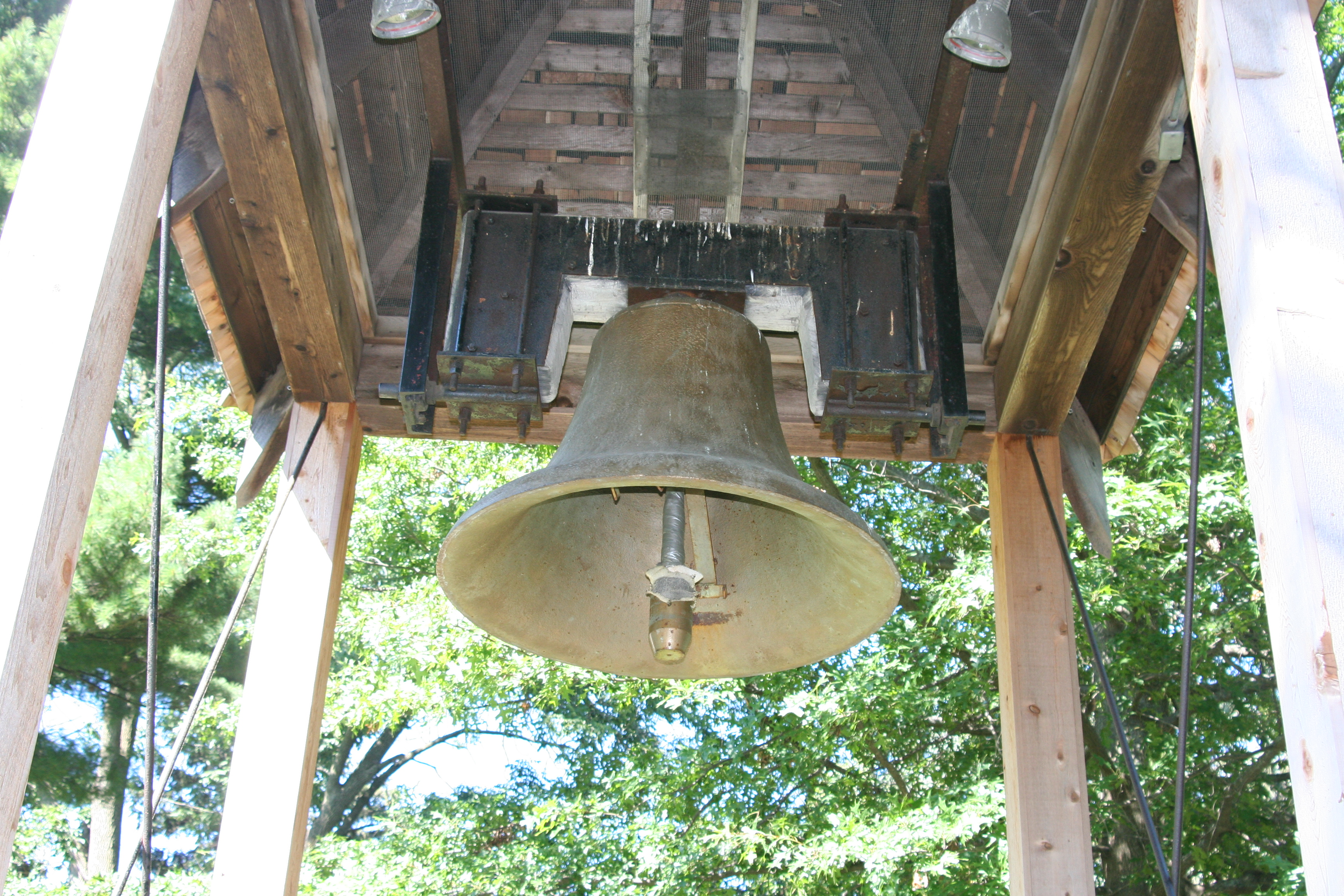
La cloche dans sa tour de protection.

La cloche de la liberté de l’État de l’Illinois est située à Mount Morris. Elle fut réalisée en 1862 en tant que réplique de la Liberty Bell,. La cloche fut installée dans la tour de l’église de la localité de Lake Geneva dans le Wisconsin près du rivage nord du lac Geneva,. En 1910, l’église fut ravagée par un incendie. La cloche tomba de sa tour mais ne fut pas détruite et on l’entreposa un moment,. Il fut décidé par les membres de l’église de reconstruire une nouvelle église sur la rive sud du lac. Durant l’hiver, on essaya donc de déplacer la cloche de l’autre côté du lac en profitant du lac gelé. Sous le poids important de la cloche, la glace se cassa et la cloche coula au fond du lac.
La cloche resta submergée durant plus de 40 ans avant d’être remontée par un habitant des environs en 1960,. Cette personne avait décidé de l’utiliser pour mettre en valeur sa nouvelle maison en construction et il la rénova,,. Cependant, il se ravisa après la réparation et il la vendit à un fermier de Johnsburg qui l’entreposa,.
En 1966, un article concernant l’histoire de la cloche et de son renflouement fut publié. Les habitants de Mount Morris furent intéressés et envoyèrent une délégation locale voir la cloche,. Les habitants du village décidèrent de racheter la cloche. Ils firent un prêt et différentes collectes de fonds. Celle-ci fut finalement achetée pour 500 dollars,. Le 4 juillet 1966, jour de l’indépendance du pays, la cloche était positionnée dans son nouvel abri dans le village et la tradition de faire sonner la cloche chaque année le jour de l’indépendance débuta réellement.
5 ans plus tard, en 1971, la cloche fut désignée officiellement comme cloche de la liberté de l’État de l’Illinois par le gouverneur de l’État Richard B. Ogilvie,. Une plaque commémorative fut ajoutée sur la tour l’abritant le 4 juillet 1972 avec l’inscription du gouverneur Ogilvie :
« À l’occasion de la première résonance de la cloche de la liberté de Mount Morris, faisons entendre ce message par tous les Américains : « Laissez nous être une nation dédiée, comme jamais jusqu’à présent, à l’accomplissement de la promesse de liberté pour tous. » »

### Festival
Le 17 février 1963, un article du journal This Week écrit par deux écrivains du Connecticut du nom d’Eric Hatch et d’Eric Sloane suggéra que toutes les cloches du pays devraient sonner durant 4 minutes chaque 4 juillet. Les lecteurs appuyèrent cette demande auprès des autorités locales afin d’appliquer ce principe au niveau national. Au même moment, une résolution fut déposée au congrès américain par le sénateur du Connecticut Abraham Ribicoff pour que toutes les cloches résonnent à 2 heures de l’après-midi chaque 4 juillet (Heure de l’Est). La demande fut approuvée la même année.

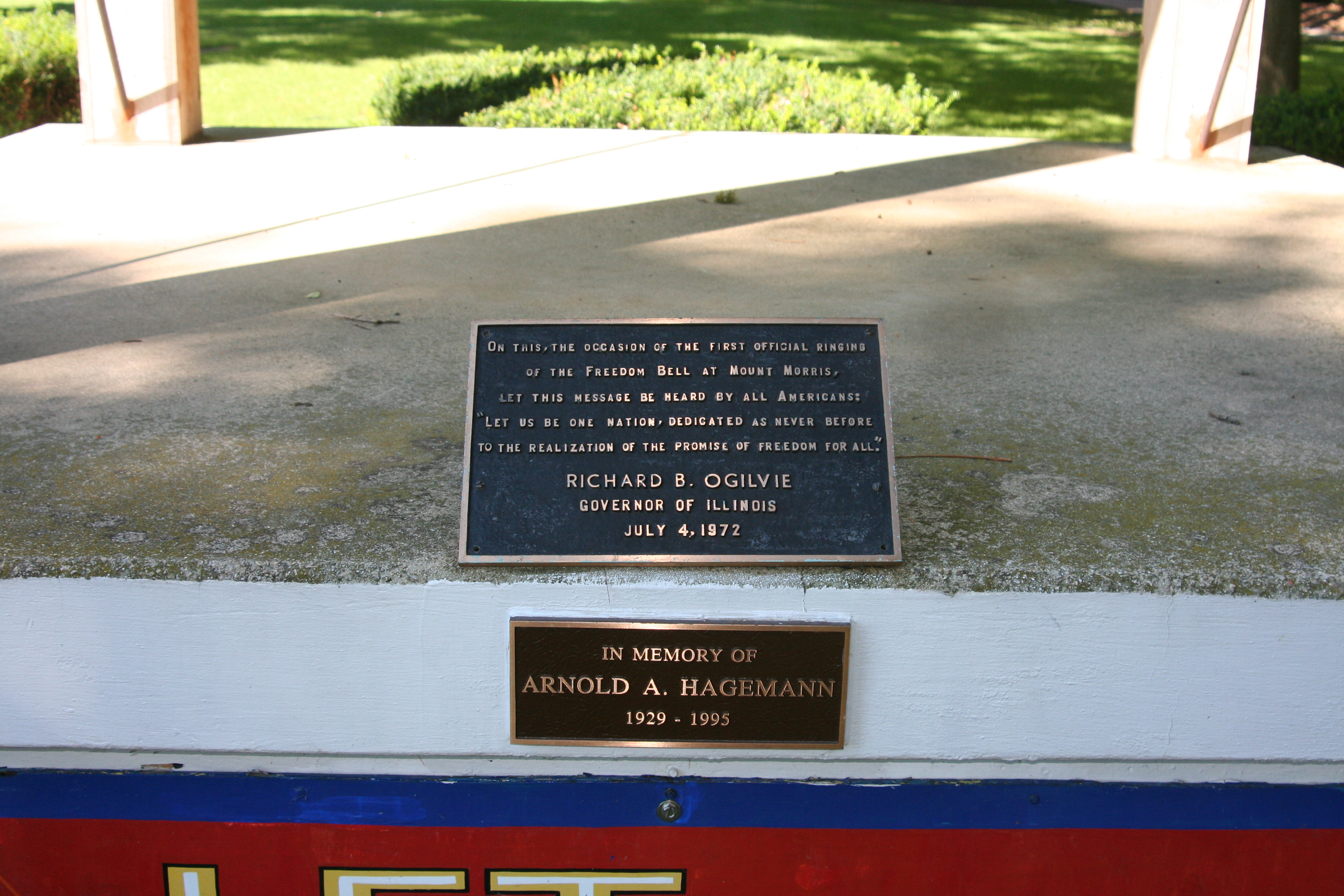
Plaque commémorative sous la cloche avec une partie du discours du Gouverneur Ogilvie.

En 1963, Mount Morris accueillait déjà une petite cloche pour fêter l’indépendance du pays,. Celle-ci a été remplacée en 1966 par la Liberty Bell de l'Illinois. Cette petite cloche est depuis située au Memorial Fountain de la localité.

## Description
La cloche est de couleur argentée et est faite de bronze. Elle est haute de 1,2 mètre pour également 1,2 mètre de large. Elle pèse environ 680 kg,. Elle est placée sous une tour en bois d’environ 5 mètres de haut au sommet de la place de la localité,.